# Kožuchov
Kožuchov (em húngaro: Kazsó; alemão: Kahn) é um município da Eslováquia, situado no distrito de Trebišov, na região de Košice. Tem 5,87 km² de área e sua população em 2018 foi estimada em 202 habitantes.

## Demografia
| Ano:        | 1994 | 2004   | 2014    | 2024    |
| ----------- | ---- | ------ | ------- | ------- |
| Broj ljudi: | 231  | 236    | 203     | 171     |
| Razlika:    |      | +2,16% | -13,98% | -15,76% |

| Ano:               | 2023 | 2024   |
| ------------------ | ---- | ------ |
| Número de pessoas: | 173  | 171    |
| Diferença:         |      | -1,15% |